# Bella Szwarcman-Czarnota
Bella Szwarcman-Czarnota (Fergana, Szovjetunió, 1945. szeptember 1. –) lengyel zsidó publicista, szerkesztő, műfordító és filozófus. Egyik fő foglalkozási területe a zsidó nők problematikájának kérdésköre.

## Életpályája
A Varsói Egyetem filozófia szakának elvégzése után posztgraduális francia nyelvi tolmácsképzésben vett részt. Francia, orosz és jiddis nyelvből fordít. Ő írta a Polskie Wydawnictwo Naukowe (Lengyel Tudományos Könyvkiadó; PWN) enciklopédiájának jiddis irodalommal kapcsolatos szócikkeit. Jelenleg a Midrasz című folyóirat szerkesztője és publicistája.
A Centrum im. Mojżesza Schorra varsói zsidó oktatási központ gondozásában 2006-ban „Mocą przepasały swe biodra: portrety kobiet żydowskich” (Erővel felkötötték saját csípőjüket: zsidó nők portréja) címmel saját könyve jelent meg. Több tucat kötetet fordított lengyelre.